# Nudo maschile nella fotografia

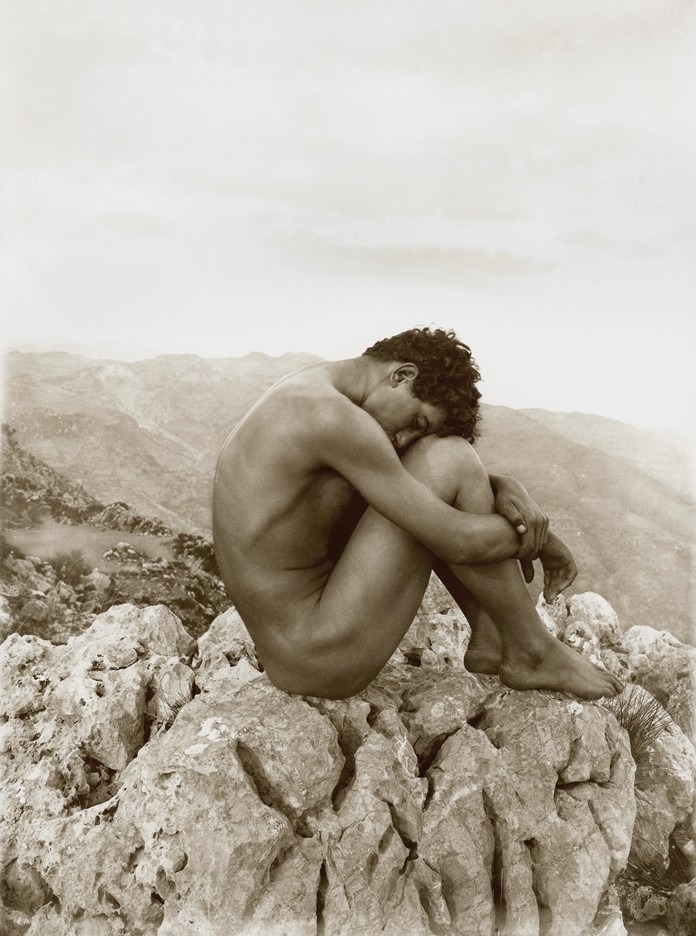
Caino (ca. 1902), di Wilhelm von Gloeden (1856-1931): nudo artistico originale, non solo una "copia" di Giovane uomo nudo seduto in riva al mare

Il nudo maschile nella fotografia è una forma di ritratto fotografico avente come soggetto un modello nudo. Questo tipo di ritratto ha fatto molta fatica ad essere accettato come forma legittima di espressione artistica nella storia della fotografia.

## Storia

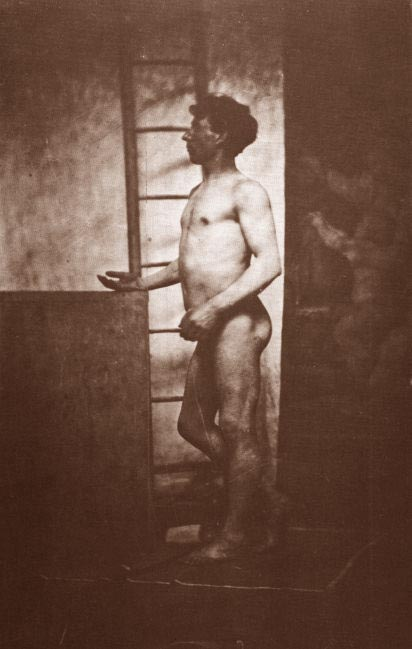
Un precoce nudo del 1856 ca.

Quando iniziò la prima fioritura della fotografia, tra il 1830 e il 1840, la sua funzione principale era considerata la produzione di ritratti degli individui. Ciò che fino ad allora era stato possibile solo ai nobili, divenne alla portata di tutte le classi sociali. I fotografi percepivano però che esisteva un mercato emergente al di fuori del ritratto. Nacque così il commercio di fotografie che ritraevano oggetti, case, strade, paesaggi e, finalmente, nudi.
Secondo David Leddick, autore del libro The male nude (1999), la società impose inizialmente la vendita esclusiva di fotografie di nudi femminili, anche con fini erotici per quanto camuffati sotto una patina "artistica": ma poiché alla maggioranza degli uomini non era interessata alla vista del nudo maschile, in un'ottica maschile nessuno si poneva il problema se qualche donna avesse potuto apprezzare la bellezza artistica contenuta in un nudo maschile. E gli uomini che potessero ammirare la bellezza in tale forma erano una minoranza.

### Un inizio contrastato

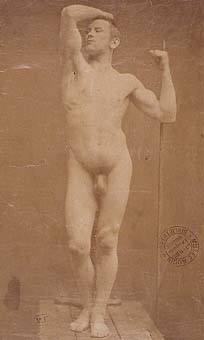
Gaudenzio Marconi (1841-1885), Auguste Neyt, modello de "L'età del bronzo" di Rodin (1877).

Alle origini, la fotografia venne vista a lungo come una forma di riproduzione meccanica del reale, una "fotocopia" della realtà, priva della mediazione artistica permessa da forme d'arte molto più antiche, come la pittura e la scultura. La capacità della fotografia di mostrare le cose "per quel che erano" da un lato affascinava, dall'altro però spaventava per quella che veniva giudicata la sua "crudezza", che non permetteva gli abbellimenti normali nelle arti tradizionali.
Nella fotografia applicata al nudo si apprezzò subito la possibilità di fornire modelli ai pittori e ai disegnatori a un prezzo imbattibile, ma si deprecò la crudezza della rappresentazione, che faceva continuamente sfiorare il sospetto dell'oscenità e della pornografia anche quando il soggetto non aveva intenti espressamente sessuali. Questo pericolo era molto più presente, si sosteneva per giustificare il tabù nei confronti del nudo maschile, con il corpo dell'uomo, che ha i genitali esposti (se non esibiti) alla vista, cosa che invece non avviene in quello femminile.

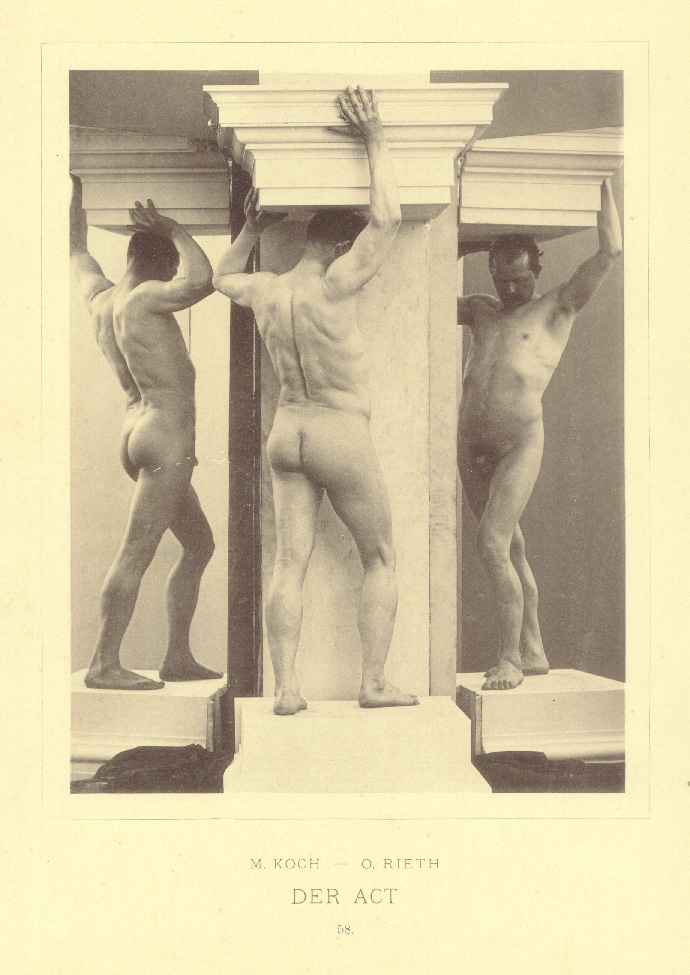
Un gioco di specchi permette di vedere da più lati questo telamone, di Otto Rieth e Max Koch (1894).

A tale problema sfuggono in origine solo le fotografie espressamente prodotte per fornire modelli agli artisti (e ancor oggi conserviamo molte immagini che hanno perfetti corrispondenti in quadri o statue), e quelle scientifiche, per esempio destinate ai medici: in entrambe il nudo era presentato come "necessità". Tra le foto prodotte per artisti (in alcuni casi addirittura su commissione, come nel caso di Jean Louis Marie Eugène Durieu (1800-1874) con Eugène Delacroix, o di Gaudenzio Marconi (1841-1885) con Auguste Rodin) spiccano per interesse quelle di Cavalas e dei già citati Durieu e Marconi.
Particolarmente interessanti come documento dell'ideologia che vedeva il nudo fotografico quale "supporto tecnico" all'artista sono le immagini del libro Der act di Otto Rieth e Max Koch (1894), nelle quali il fotografo rinuncia ostentatamente a qualsiasi nobilitazione artistica del soggetto. I modelli sono collocati accanto a specchi per moltiplicare i punti di vista dell'immagine, appesi a trapezi, rovesciati su divani appoggiati in verticale al muro (con un effetto talora comico), badando esclusivamente a massimizzare l'utilità tecnica dell'immagine, anche a scapito della bellezza della composizione.
Tra le foto scientifiche di nudo spiccano ancor oggi per il loro valore estetico quelle del britannico Eadweard Muybridge, che negli USA studiò il moto degli animali, inclusi gli esseri umani (per l'appunto nudi) scattando a brevissimi intervalli sequenze d'immagini attraverso una serie d'apparecchi fotografici non sincronizzati, e unendo poi le immagini risultanti in sequenze che rendevano visibili le fasi del movimento (cronofotografia). I suoi studi furono pubblicati nel 1887 e conquistarono infine, anche nei puritanissimi Stati Uniti, una prima, timida rispettabilità "scientifica" al nudo, aprendo la strada anche agli esperimenti di un artista come Thomas Eakins. (La vulgata che vorrebbe Muybridge quale "sdoganatore" del nudo maschile a livello mondiale non ha ovviamente la minima base storica, essendo stato il nudo maschile prodotto da decenni in Europa anche prima del suo lavoro).

### Erotismo e nudo maschile

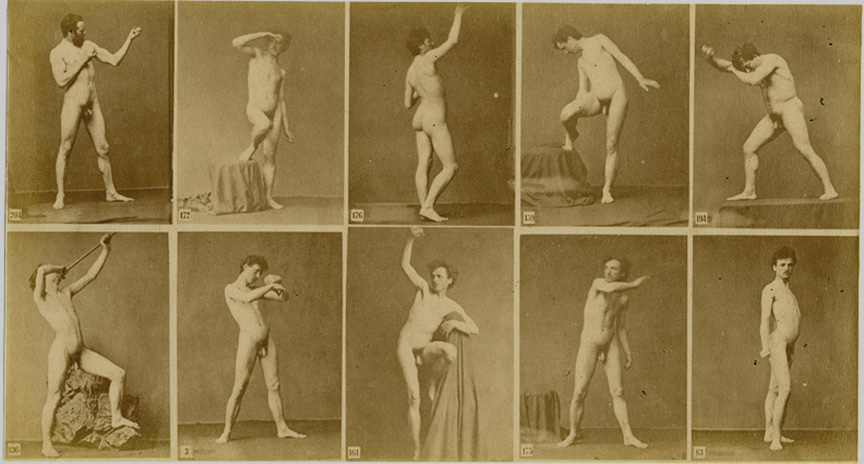
Anonimo (A. Calavas?), Studi di nudo, 1870/80 ca.

Le possibilità offerte in campo erotico dalla fotografia non sfuggirono affatto ai nostri antenati, che non a caso iniziarono a produrre foto di nudo o seminudo femminile praticamente in contemporanea con l'invenzione del nuovo strumento tecnico.
Tale produzione fu però duramente contrastata dalle autorità, e spesso confinata a creazioni fatte "in proprio" (che circolavano tramite originali fotografici, stampati uno per uno, e non riprodotte su libri o riviste a stampa a basso costo, come oggi), dalla diffusione clandestina, spesso prodotta per e spacciata nei bordelli, nei quali serviva anche ad esibire al cliente in modo comodo e rapido (e "senza veli") il "catalogo" delle prostitute presenti.
Ancora più rara e ancora più perseguitata fu la produzione erotica di nudo maschile, che aveva un mercato quasi esclusivamente omosessuale, in un mondo in cui l'omosessualità era in sé stessa un reato in molte nazioni occidentali.
Per questo motivo la foto erotica di nudo maschile fu costretta ad apparire sotto aspetti maggiormente "accettabili" per la società dell'epoca.
- L'arte, di cui si è già parlato, fu ovviamente l'alibi principale che permise una produzione limitata (e comunque perseguitata) di nudo erotico maschile, di prezzo elevato e quindi riservata ad una élite. Poiché la fotografia iniziò ad essere accettata come un'arte a sé relativamente tardi (ancora a XX secolo avanzato si dibatteva sul fatto se lo fosse o no), una parte di questa produzione si camuffò nella categoria sopra discussa dei "modelli per artisti".
- Un altro alibi fu la fotografia "antropologica" o "etnologica", relativa a popoli percepiti come "non civili" (e quindi "scostumati"), e abitanti in zone in cui, per il clima, la (semi)nudità era comune. Questa produzione toccò anche paesi meno lontani, ma nei quali il turismo omosessuale portava i potenziali clienti: l'Italia soprattutto, ma anche i Paesi del Nord Africa, con la proposta di ragazzi del luogo seminudi o nudi del tutto. La più celebre produzione di questo tipo è probabilmente quella dello studio Lehnert & Landrock[1], che operò in Nord Africa, proponendo foto "antropologiche" ed "esotiche" di nudo integrale femminile, accanto a foto più castigate, ma di sensibilità un po' pedofila, di ragazzetti semi svestiti. Si noti che questi soggetti, che oggi sarebbero senza dubbio tacciati di pedofilia, furono all'epoca riprodotti come cartoline e venduti (e spediti attraverso il normale servizio postale) a migliaia di esemplari. La mentalità dell'epoca giudicava infatti, all'opposto di quanto facciamo noi oggi, meno immorale il nudo di bambini rispetto a quello di adulti. I segni della pubertà, a iniziare dal pelo, specie quello pubico, erano all'epoca considerati come automaticamente "sessuali", e quindi "osceni". Viceversa il nudo preadolescente era considerato come meno evocativo della sessualità, e per questo era più facilmente accettato. (Questa osservazione vale ovviamente anche per gli altri tipi di foto di nudo dell'epoca).
- La nascente fotografia sportiva costituì un altro campo in cui era lecito, anzi addirittura logico, esibire la bellezza di un corpo maschile nudo o seminudo, anche se il suo utilizzo per soddisfare la domanda del mercato di immagini di nudo maschile fu un fenomeno che si sviluppò solo dopo la Seconda guerra mondiale, massimamente negli USA. A questo tipo di fotografia si rivolgevano coloro che avevano una preferenza per il corpo maschile adulto e virile, mentre la foto d'arte tendeva allora a preferire il corpo adolescente o comunque dell'adulto dalle caratteristiche maschili non troppo marcate. Con la scusa della "statuarietà" furono prodotte e smerciate in migliaia di esemplari cartoline rappresentanti celebri lottatori o sollevatori di pesi dell'epoca. Assimilabile alla fotografia sportiva era in questo senso anche la foto circense, venduta alle esibizioni pubbliche di forza (nei circhi, ma anche nei teatri) che ebbero molto successo a cavallo fra XIX e XX secolo, creando vere e proprie "star" del muscolo, le cui foto adeguatamente discinte erano prodotte in massa per essere vendute a spettatori e fan.
- Viceversa, in genere la fotografia scientifica (medica, antropometrica, criminologica, antropologica) non fu utilizzata a fini artistici, anche se talora gli istituti medici e scientifici si rivolsero a fotografi che furono artisti; le foto commissionate avevano comunque un fine quasi esclusivo di documentazione, che non permise quasi mai una resa con valore d'arte, e tanto meno erotica. Per questo non si ha notizia di una produzione erotica di nudo maschile spacciata attraverso l'alibi della foto scientifica.
- Esistette infine una produzione commerciale "da bordello", specie francese, di intenti apertamente pornografici, la cui natura e diffusione attende ancora d'essere studiata adeguatamente.

### Erotismo italiano
In più di un caso i fotografi che usarono l'arte come alibi erano artisti davvero, cosa non sorprendente in un'epoca in cui l'otturatore non era stato ancora inventato e il fotografo doveva calcolare "ad occhio" le esposizioni e quindi la qualità della luce, dopodiché doveva provvedere da solo anche allo sviluppo, alla viratura eccetera. Non a caso in molti campi della fotografia i primi fotografi erano stati in origine pittori.

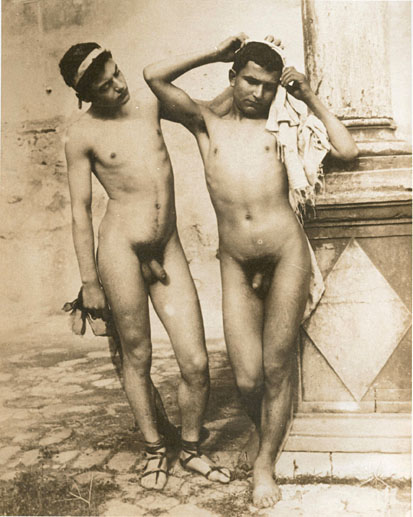
Wilhelm von Gloeden, Due nudi al San Domenico, (1856-1931)

#### Wilhelm von Gloeden
Come pittore aveva studiato anche Wilhelm von Gloeden (1856-1931), nobile tedesco trasferito in Sicilia per problemi di salute, che dovette trasformare l'hobby della fotografia in professione a seguito di un tracollo finanziario, producendo per un trentennio immagini arcadiche di ragazzi siciliani camuffati da pastori neoclassici.
Inizialmente accademico e pittorialista, Gloeden seppe letteralmente inventare un mondo fantastico, totalmente suo, nel quale il nudo era "disinnescato" dalla carica esplicitamente erotica, e reso accettabile per la mentalità dell'epoca attraverso il richiamo a una classicità ideale, avulsa dalla realtà.
Il carattere omosessuale delle sue produzioni di nudo maschile era comunque evidente ai suoi clienti, ma l'alibi si dimostrò sufficiente a permettere a Gloeden di lavorare indisturbato (anche se non sempre al riparo di polemiche e accuse di fare "commercio di carne umana"), per tutta la vita. Negli ultimi anni della sua vita, però, il tipo di ragazzo efebico da lui prediletto passò di moda, rimpiazzato dal gusto per un nudo maschile più retorico, muscoloso, adulto.
Nella fotografia di Gloeden, e dei suoi contemporanei, il nudo si emancipa infine dalla pretesa di essere un sussidio per la pittura, e diventa di per sé la ragion d'essere dell'immagine. Addirittura, a questo punto dell'evoluzione il rapporto fra pittura e fotografia si rovescia: saranno le incisioni di Mariano Fortuny a suggerire le pose di alcune celebri fotografie di Gloeden, mentre una delle sue immagini in assoluto più celebri, il Caino, non è altro che la riproposizione del "Nudo assiso sul bordo del mare" di Flandrin (oggi al Louvre).

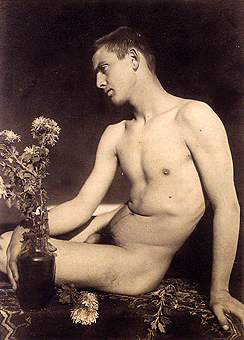
Wilhelm von Plüschow, Nudo maschile. Roma, 1896/1907

#### Wilhelm von Plüschow
Un approccio diverso da quello di Gloeden ebbe il cugino Wilhelm von Plüschow (1852-1930), forse un po' meno dotato dal punto di vista artistico del parente stabilitosi a Taormina, ma paradossalmente più "moderno" nel suo approccio alla fotografia, che intese maggiormente come un prodotto industriale legato alle richieste di un mercato.
Plüschow iniziò a fotografare prima di Gloeden, stabilendosi prima a Napoli e poi a Roma, e producendo il nudo (sia maschile che femminile) su scala, appunto, "industriale".
Nella sua opera l'alibi artistico è più tenue, e molto spesso i giovani da lui ritratti non pretendono di essere altro che ragazzi proletari italiani, coi segni del lavoro manuale sul corpo, belli, sfacciati e magari pure "disponibili". Non a caso l'attività di Plüschow ebbe termine catastroficamente dopo che un processo, iniziato nel 1907, lo condannò per prossenetismo e lo espulse dall'Italia (nel 1910). Questo fatto mostra quanto, in assenza di un mercato esplicitamente pornografico (come ai giorni nostri) la foto di nudo potesse scivolare in un uso apertamente erotico, e non fosse poi eccessivamente distante (specie per quanto riguarda il reclutamento di modelle e modelli) da àmbiti non propriamente artistici.

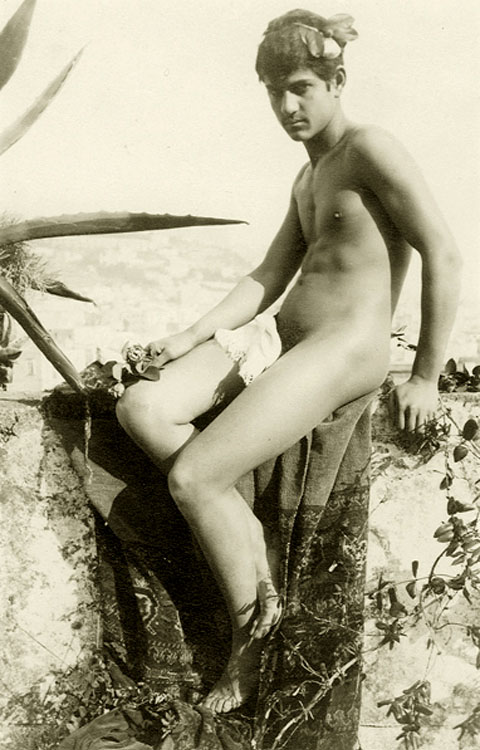
Ritratto di Vincenzo Galdi sulla terrazza di Posillipo (Napoli 1890 circa), di W. von Plüschow

#### Vincenzo Galdi
Da questo punto di vista è analoga la parabola di Vincenzo Galdi (attivo circa 1895-1907), che fu a Napoli modello ed amante di Plüschow, lo seguì poi a Roma come assistente, e infine produsse e commercializzò in proprio nudi maschili e (soprattutto) femminili. Galdi produsse il nudo in un'ottica ormai pienamente (e troppo precocemente) "industriale": accanto a foto d'arte posate, che dimostrano un gusto apprezzabile e una competenza tecnica matura, sta una produzione apertamente pornografica, qualitativamente poco curata, in cui appaiono erezioni, e nella quale le dimensioni del membro del modello sono messe in "debita" evidenza.
Questo era troppo, a maggior ragione per la società del tempo: Galdi fu travolto dallo stesso scandalo di Plüschow, e non si sa più nulla di lui dopo il 1907; si pensa perciò che abbia abbandonato la fotografia.

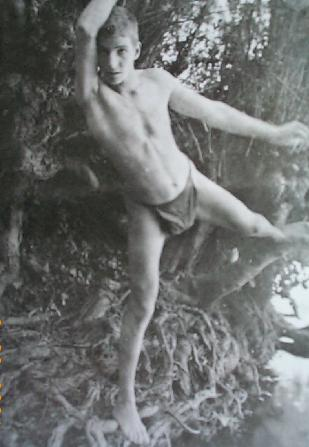
Tito Biondi (1890 Roma), di F. Rolfe

#### Frederick Rolfe
Un altro straniero che scelse l'Italia per fotografare il nudo maschile fu lo scrittore inglese Frederick Rolfe (1860-1913). Le sue foto di adolescenti italiani, per quanto di buon livello (al punto che qualcuna fu anche edita sulle prime riviste di fotografia), non vanno comunque al di là di un buon dilettantismo.

#### Gaetano D'Agata
Infine, un epigono italiano di Gloeden, il fotografo taorminese di paesaggi Gaetano D'Agata (1883-1949), provò a far concorrenza al suo concittadino con foto di ragazzi (anche molto giovani) seminudi; tuttavia le sue immagini, pur essendo di buona qualità tecnica, dimostrano per lo più una scarsa sensibilità verso questo tipo di soggetto, soprattutto a causa di una cura insufficiente nella messa in posa, a cui invece faceva molta attenzione il suo concorrente. La scarsa reperibilità attuale di queste sue immagini fa comunque pensare che fin da allora il responso del mercato non fosse stato favorevole.

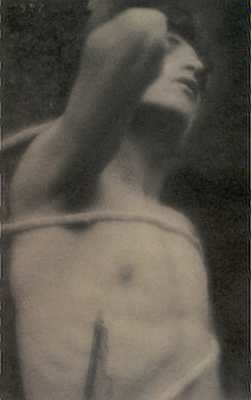
Un San Sebastiano (1906) di F. Holland Day, tema ricorrente per l'omoerotismo dell'epoca

## Al di fuori d'Italia
Tra i fotografi che contribuirono, al di fuori d'Italia, a dare dignità artistica alla foto di nudo maschile, va segnalato l'americano Fred Holland Day. Day si sforzò di dare dignità "pittorica" alla fotografia, attenuando quella che era vista allora come la "crudezza" dell'immagine fotografica attraverso messe in scena accuratissime e manipolazioni che rendevano sfumati, e un poco onirici, i contorni del corpo ritratto.

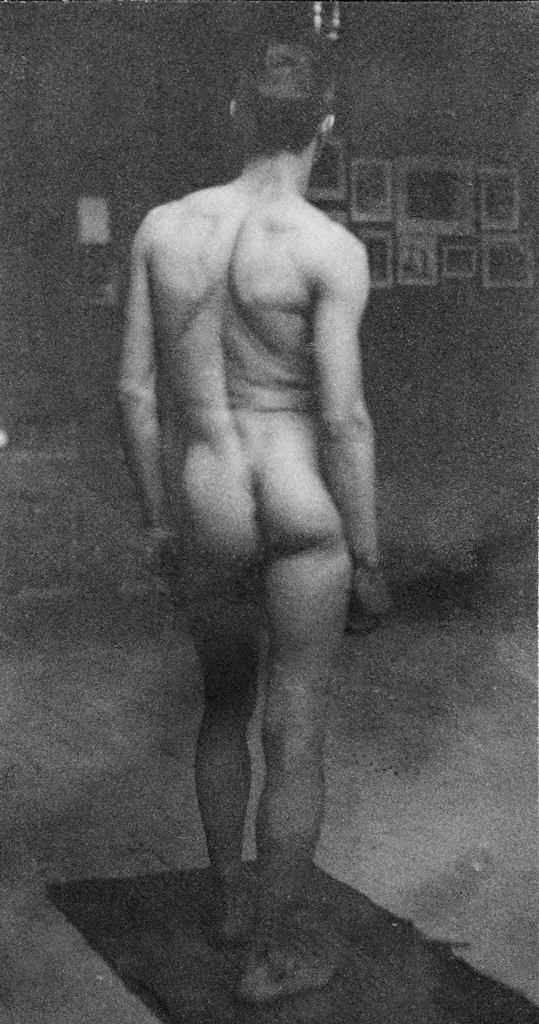
Samuel Murray (1890), di Thomas Eakins

## Il cinema scopre il nudo

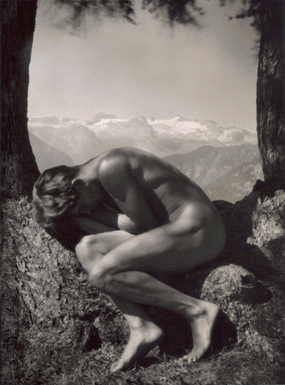
Nel seno della Natura (1923), di Rudolf Koppitz

La nascita del cinema, all'inizio del XX secolo, creò un nuovo campo d'applicazione "legittima" per il nudo (non integrale), sia femminile che maschile: le foto "discinte" dei divi del grande schermo, che iniziarono ad essere proposti e venduti come "sex symbols". Fin dall'epoca dei divi del cinema muto ci rimangono foto di attori quali Rodolfo Valentino o Ramón Novarro a torso nudo o in costume da bagno.
Queste foto erano commissionate dagli stessi "studios" che avevano sotto contratto gli attori, ed erano destinate soprattutto a un pubblico femminile di "fans", tramite riviste specializzate, sempre più diffuse e vendute a basso costo anche a livello popolare. Da questo punto di vista, il cinema crea un nudo maschile "popolare", per quanto sempre molto sorvegliato e soprattutto mai integrale.

## Culto del corpo

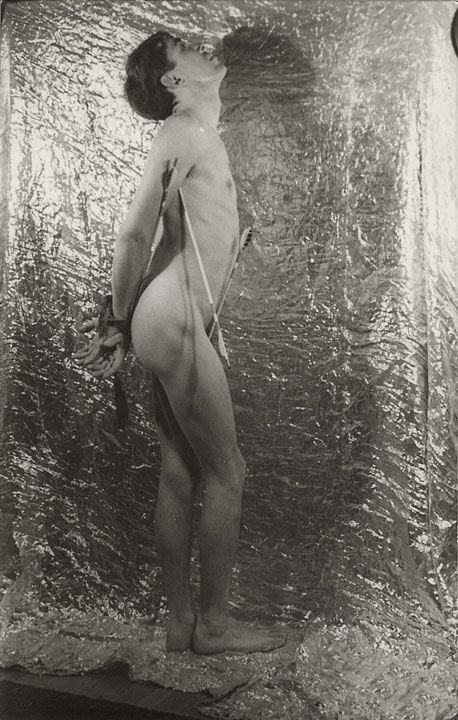
San Sebastiano (1947) di Carl Van Vechten

Accanto a questo settore, fino alla Seconda guerra mondiale crebbe costantemente la fotografia legata al "culto del corpo" tipico dei movimenti salutisti e nudisti diffusi in molti Paesi europei, anche a livello di massa. Questo fenomeno permise la nascita delle prime riviste dedicate alla cultura fisica (tra cui fu celebre, longeva e spesso assai audace la francese "La culture physique"), da cui deriva il nostro termine culturismo.
Ovviamente, gli editori si resero conto del potenziale commerciale di questo prodotto, che poteva essere consumato anche da chi non frequentava palestre, spingendoli a pubblicare immagini sempre più sensuali ed erotiche, fatto sempre salvo il principio di non mostrare mai i genitali nudi. Tra i fotografi più apprezzati oggi, fra quanti appartennero a questa fase, si segnala qui Kurt Reichert.
La autorità e le chiese non videro comunque di buon occhio tale fenomeno, che fu regolamentato e ostacolato laddove i regimi autoritari lo bollarono come immorale (in particolare, in Italia, col fascismo la produzione di nudo maschile cessò quasi del tutto fino agli anni settanta). Tuttavia qualche riflesso di questa tradizione culturale trasuda anche nell'arte dei regimi totalitari, che ritennero conveniente inglobare per i propri fini (in genere bellici) l'esaltazione del corpo proposta dal movimento della Cultura fisica. Si spiega così come mai traspaia a volte una sensibilità omoerotica in immagini fotografiche ufficiali prodotte dal fascismo e dal nazismo (e perfino in Urss). Con il film Olympia di Leni Riefenstahl, considerato un capolavoro nonostante la committenza venisse esplicitamente dal regime nazista, questo atteggiamento culturale approdò perfino nel cinema.
In Italia Elio Luxardo (1908-1969) produsse immagini di nudo maschile (in genere utilizzando sportivi e accentuando l'aspetto "virile") anche durante il periodo fascista. La sua produzione ebbe comunque una diffusione elitaria, ed è ancora in attesa di una riscoperta e valorizzazione.
Quanto al nudo integrale, durante tutto il periodo fra le due guerre il commercio di foto di questo tipo rimase comunque un fenomeno elitario, spesso clandestino, ristretto ad alcune nazioni soltanto, e riservato a originali "artistici", con ovvie conseguenze sul prezzo e le quantità offerte sul mercato.

## Il dopoguerra e ilbeefcake
Nel dopoguerra, pur permanendo in Europa la tradizionale produzione di nudo maschile legato all'arte e allo sport (artisticamente splendide sono le foto di nudo di olimpionici e culturisti proposte dagli anni trenta ai sessanta del XX secolo dallo Studio Arax  Archiviato il 12 agosto 2018 in Internet Archive. di Parigi), la leadership della produzione passa decisamente agli USA, che paradossalmente erano una nazione assai più puritana di quanto non fossero in quel periodo mediamente i paesi europei. Il nuovo benessere di massa, e la crescita vertiginosa della sottocultura omosessuale, avevano però portato a un'esplosione della domanda di nudo maschile commerciale, e la chiusura delle frontiere a immagini considerate "oscene" costrinse gli statunitensi a dotarsi infine di una produzione nazionale.
Non senza contrasti, arresti, sequestri, un nucleo di fotografi diede così vita alla cosiddetta fotografia "beefcake"  Archiviato il 22 ottobre 2018 in Internet Archive. (di "bistecconi"), sfruttando come paravento il fenomeno in enorme ascesa del culturismo per spacciare come foto di "cultura fisica" immagini di uomini coperti solo da un cache-sexe sempre più vertiginosamente piccolo.
Si trattò di una vera produzione di massa, smerciata o per corrispondenza, o attraverso riviste di culturismo, che di culturismo si occupano ben poco e di culturisti discinti invece molto. Fra i nomi più celebri sicuramente spiccano quelli di Bob Mizer della Athletic Model Guild e di Bruce Bellas ("Bruce of Los Angeles"), ma di elevata qualità artistica si rivelano anche le foto, pur commerciali, di Lon of New York (sin dagli anni quaranta), Douglas of Detroit, Milo of Los Angeles, Chuck Renslow (Kris of Chicago), della Western Photography Guild, di James Bidgood (autore di un universo onirico in cui il "kitsch" assurge ad arte, ispirando successivamente artisti come Pierre e Gilles) e di studi o artisti meno noti come Demi-Dieux, David of London, Vince of London, del francese Jacques Ferrero ed altri ancora. In Italia opera Peppino di Torino, un fotografo ancora interamente da studiare, che ritrae i culturisti italiani; i suoi risultati non sembrano però paragonabili (anche per mancanza di mercato locale che gli permettesse di crescere) a quelli delle controparti statunitensi.

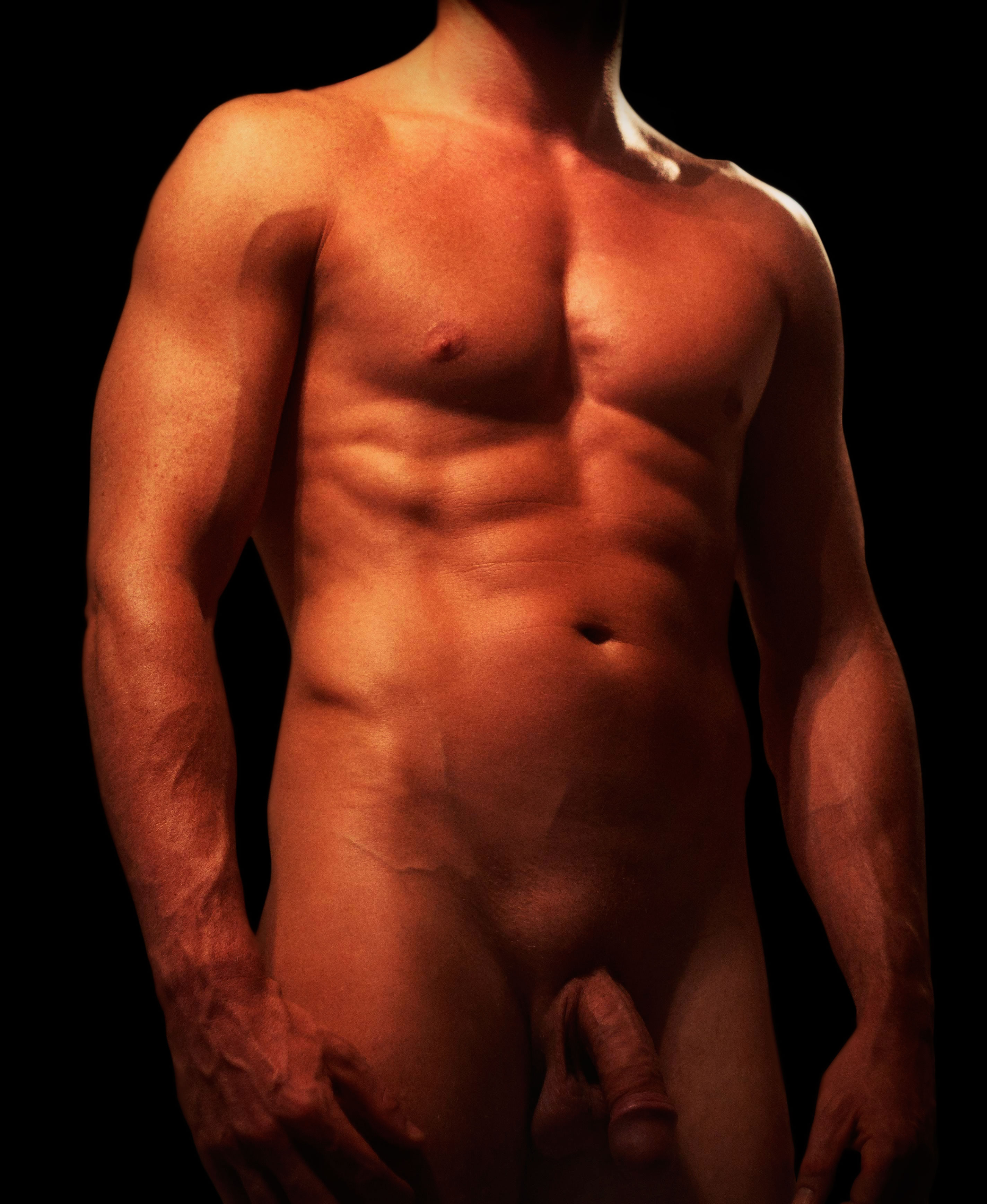
Foto artistica di un torso nudo maschile

Questo tipo di produzione dilagò ben presto anche al di fuori degli Usa, facilitata dal fatto che alcuni dei culturisti favoriti da queste riviste (per esempio Steve Reeves) divengono star mondiali attraverso il cinema peplum hollywoodiano. Nonostante le autorità italiane si opponessero, anche con sequestri, alla diffusione di riviste culturiste statunitensi, esse ebbero diffusione anche nel nostro Paese. Nel quale peraltro la foto di nudo maschile sembra in questo periodo totalmente scomparsa.
Va notato che con il fenomeno beefcake, il confine tra foto di nudo artistico e foto commerciale erotica viene deliberatamente confuso per due o tre decenni: fotografi di grande talento artistico lavorano nel settore commerciale con foto (per l'epoca) eroticamente allusive, mentre a volte la foto puramente d'arte, o con pretese d'essere tale, spesso si rivela meno audace e più conservatrice di quella commerciale.
Tra i fotografi d'arte vanno comunque segnalati per originalità gli statunitensi George Platt Lynes (di grande eleganza classica, talvolta surreale, e che peraltro vendette sotto pseudonimo le sue immagini a riviste omofile europee), e Carl Van Vechten (con una particolare predilezione per i ritratti di uomini di colore, allora rara negli Usa), il francese Raymond Voinquel (raffinato, colto e molto "classico"), il tedesco Herbert List (anch'egli d'ispirazione "classicista"), Herbert Tobias (aperto anche a raccontare la nascente comunità gay di Parigi e Berlino degli anni cinquanta del XX secolo) e il romano Dino Pedriali noto anche per gli scatti di nudo a Pasolini. Nel 2004 il critico d'arte Peter Weiermair definì Pedriali come il "Caravaggio della fotografia del Novecento",

## In pubblicità
Il nudo maschile fotografico integrale fu impiegato per la prima volta in pubblicità nel 1967, in Francia.
Ovviamente uomini nudi in pubblicità erano presenti fin dai tempi dei manifesti Liberty, ma si trattava essenzialmente di disegni, più o meno pittorici. E beefcake fotografati in costumi adamitici erano già stati impiegati fin dal secondo dopoguerra per promuovere attrezzi ginnici o affini. Ma il primo uomo totalmente nudo compare solo alla fine degli anni sessanta, in un annuncio realizzato dall'agenzia Publicis per reclamizzare una ditta di abbigliamento intimo, la Selimaille.
L'annuncio presentava il giovane modello greco Frank Protopapa ritratto di profilo, con la testa rivolta verso lo spettatore, e con le mani conserte a coprire il pube. L'istantanea fu scattata dal fotografo francese Jean-François Bauret.

## La nascita del porno

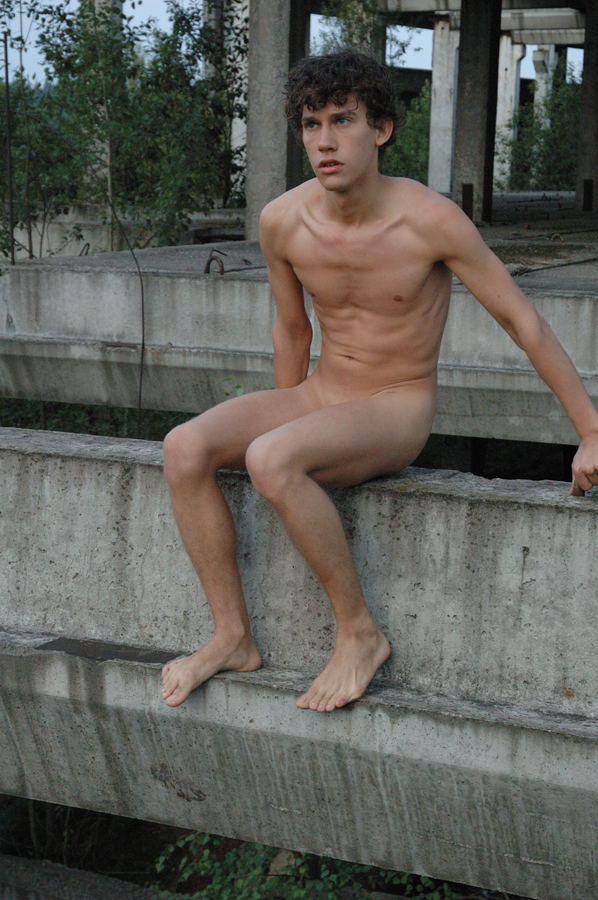
Nudo artistico maschile contemporaneo, di Saša Kargal'cev

Nel 1968, la rivista "beefcake" americana Grecian Guild Pictorial vince un ricorso alla Corte Suprema degli USA, che finalmente riconosce al nudo maschile, anche integrale, la possibilità di essere considerato arte. È lo spiraglio che apre la diga alla produzione di un'infinità di riviste, ovviamente tutte "artistiche", di nudo maschile, fenomeno che in breve tempo forza i confini del "comune senso del pudore". Ciò apre a sua volta la strada alla produzione di pornografia vera e propria, in massima parte rivolta al mondo gay e solo in minima parte a quello delle donne.
Il mondo del "beefcake" crolla così nel giro di pochi anni: solo alcuni studios, come la Champion e l'Athletic model Guild, si convertono a un soft-porn (che prevede erezioni, ma non atti sessuali espliciti) che garantisce loro ancora qualche anno di vita.

## La situazione attuale
Con la nascita della pornografia esplicita, l'ambiguità del mondo "beefcake" si risolve, infine: da un lato la produzione pornografica (che può contare anche su alcuni fotografi di grande levatura artistica, come Jim French, ma il cui scopo non è affatto l'arte), dall'altro una crescente produzione di nudo d'arte, che si rivolge in massima parte a un mercato gay il quale, dalla nascita del movimento di liberazione omosessuale in poi, è in crescita tumultuosa.
Tra i fotografi più noti del dopoguerra si citeranno qui Tom Bianchi, Will McBride, l'italiano Tony Patrioli, Herb Ritts, Arthur Tress, Bruce Weber (forse attualmente il più noto ed imitato fotografo di nudo maschile al mondo) e molti altri.
A partire dagli anni ottanta del ventesimo secolo, nella foto d'arte di nudo maschile viene messo in dubbio, a partire dalla provocatoria opera di Robert Mapplethorpe (e di quella, meno nota, di Arthur Tress), la distinzione tra foto d'arte e foto pornografica, con citazioni deliberate di pose e situazioni tipiche della foto pornografica.
Artisti come Bruce LaBruce oggi producono intenzionalmente contaminazione tra foto d'arte e foto pornografica. Ciononostante i due generi rimangono oggi ben distinti, non fosse altro che per la destinazione d'uso e il costo, che divergono notevolmente.